# Lockdown 2014
Lockdown 2014 è stata la decima edizione del pay-per-view prodotto dalla Total Nonstop Action Wrestling (TNA). L'evento si è svolto il 9 marzo 2014 presso il BankUnited Center di Miami, in Florida.

## Risultati
| # | Match | Stipulazioni | Durata |
| - | --- | --- | ------ |
| 1 | The Great Mutah, Sanada e Yasu hanno sconfitto The Bad Influence (Christopher Daniels e Kazarian) e Chris Sabin                                                         | Six-man tag team steel cage match                                                                               | 09:25  |
| 2 | Samuel Shaw ha sconfitto Mr. Anderson | Escape only steel cage match                                                                                    | 10:09  |
| 3 | Tigre Uno ha sconfitto Manik | Steel cage match                                                                                                | 07:42  |
| 4 | Gunner ha sconfitto James Storm | Last Man Standing steel cage match                                                                              | 12:25  |
| 5 | Madison Rayne (c) ha sconfitto Gail Kim (con Lei'D Tapa) | Steel cage match valido per il titolo TNA Knockouts Championship                                                | 06:30  |
| 6 | Magnus (c) ha sconfitto Samoa Joe per KO | Submission steel cage match valido per il titolo TNA World Heavyweight Championship                             | 19:21  |
| 7 | Team MVP (MVP, The Wolves (Eddie Edwards e Davey Richards con Willow) ha sconfitto il Team Dixie (Bobby Roode, The BroMans (Robbie E e Jessie Godderz con Austin Aries) | Lethal Lockdown match con Bully Ray come arbitro speciale. Il vincitore ottiene il controllo della federazione. | 26:09  |
|   | (c) è riferito al campione in carica al momento dell'inizio del match.                                                                                                  | |        |